# Fußballer des Jahres in Kasachstan
Der Titel Fußballer des Jahres (kasachisch Қазақстанның ең үздік футболшысы) wird in Kasachstan von der Qasaqstannyng Futbol Federazijassy verliehen.
Seit 1992 wird ein Preis vom Kasachischen Fußballverband verliehen. In der Jury sitzen Journalisten, Trainer, Experten, ehemalige Spieler und die aktuellen Kapitäne der Mannschaften der Premjer-Liga. Von 1999 bis 2014 vergab zudem die Sportzeitschrift GOAL einen Award für den besten Spieler der kasachischen Liga. Die einzigen ausländischen Spieler, die bisher diesen Preis gewannen, waren der Brasilianer Nilton Mendes im Jahr 2000 und der Usbeke Ulugʻbek Baqoyev im Jahr 2012. Die meisten Auszeichnungen erhielt bisher Samat Smaqow mit insgesamt fünf (2/3).

## Liste der Preisträger

### Kasachischer Fußballverband
| Jahr | Name                      | Nationalität   | Verein                 |
| ---- | ------------------------- | -------------- | ---------------------- |
| 1992 | Sergei Wolgin             | Kasachstan     | FK Qairat Almaty       |
| 1993 | Nikolai Kurganski         | Kasachstan     | FK Batyr               |
| 1994 | Qanat Mussatajew          | Kasachstan     | FC SKIF Ordabasy       |
| 1995 | Andrei Miroschnitschenko  | Kasachstan     | Spartak Semei          |
| 1996 | Oleg Woskoboinikow        | Kasachstan     | FK Taras               |
| 1997 | Oleg Woskoboinikow (2)    | Kasachstan     | FK Taras               |
| 1998 | Oleg Woskoboinikow (3)    | Kasachstan     | Qaisar Qysylorda       |
| 1999 | Igor Awdejew              | Kasachstan     | FC Access-Jessil       |
| 2000 | Igor Awdejew (2)          | Kasachstan     | FC Access-Golden-Grain |
| 2001 | Arsen Tlechugow           | Kasachstan     | Schengis Astana        |
| 2002 | Jewgeni Lowtschew         | Kasachstan     | Schengis Astana        |
| 2003 | Nurbol Schumasqaliew      | Kasachstan     | Tobyl Qostanai         |
| 2004 | Samat Smaqow              | Kasachstan     | FK Qairat Almaty       |
| 2005 | Nurbol Schumasqalijew (2) | Kasachstan     | Tobyl Qostanai         |
| 2006 | nicht vergeben            |                |                        |
| 2007 | nicht vergeben            |                |                        |
| 2008 | Samat Smaqow (2)          | Kasachstan     | FK Aqtöbe              |
| 2009 | nicht vergeben            |                |                        |
| 2010 | Nurbol Schumasqalijew (3) | Kasachstan     | Tobyl Qostanai         |
| 2011 | Ulan Qonysbajew           | Kasachstan     | Schachtjor Qaraghandy  |
| 2012 | Qairat Nurdäuletow        | Kasachstan     | FK Astana              |
| 2013 | Andrei Finontschenko      | Kasachstan     | Schachtjor Qaraghandy  |
| 2014 | Bauyrschan Islamchan      | Kasachstan     | FK Qairat Almaty       |
| 2015 | Gerard Gohou              | Elfenbeinküste | FK Qairat Almaty       |
| 2016 | Bauyrschan Islamchan (2)  | Kasachstan     | FK Qairat Almaty       |
| 2017 | Gerard Gohou (2)          | Elfenbeinküste | FK Qairat Almaty       |
| 2018 | Marcos Pizzelli           | Armenien       | FK Aqtöbe              |
| 2019 | Bauyrschan Islamchan (3)  | Kasachstan     | FK Qairat Almaty       |

### Zeitschrift GOAL
| Jahr | Name                  | Nationalität | Verein                |
| ---- | --------------------- | ------------ | --------------------- |
| 1999 | Wiktor Subarew        | Kasachstan   | Ertis Pawlodar        |
| 2000 | Nilton Pereira Mendes | Brasilien    | Ertis Pawlodar        |
| 2001 | Arsen Tlechugow       | Kasachstan   | Schengis Astana       |
| 2002 | Jewgeni Lowtschew     | Kasachstan   | Schengis Astana       |
| 2003 | Nurbol Schumasqalijew | Kasachstan   | Tobyl Qostanai        |
| 2004 | Samat Smaqow          | Kasachstan   | FK Qairat Almaty      |
| 2005 | Oleg Litwinenko       | Kasachstan   | FK Alma-Ata           |
| 2006 | Dawid Lorija          | Kasachstan   | FK Astana             |
| 2007 | Samat Smaqow          | Kasachstan   | FK Aqtöbe             |
| 2008 | Samat Smaqow          | Kasachstan   | FK Aqtöbe             |
| 2009 | Samat Smaqow          | Kasachstan   | FK Aqtöbe             |
| 2010 | Nurbol Schumasqalijew | Kasachstan   | Tobyl Qostanai        |
| 2011 | Heinrich Schmidtgal   | Kasachstan   | SpVgg Greuther Fürth  |
| 2012 | Ulugʻbek Baqoyev      | Usbekistan   | Ertis Pawlodar        |
| 2013 | Andrei Finontschenko  | Kasachstan   | Schachtjor Qaraghandy |
| 2014 | Bauyrschan Islamchan  | Kasachstan   | FK Qairat Almaty      |